# Jamamoto Iszoroku
Jamamoto Iszoroku (japánul: 山本五十六, nyugaton: Isoroku Yamamoto) (1884. április 4. – 1943. április 18.) japán tengernagy, a Japán Császári Haditengerészet hadihajóinak elsöprő többségét magában foglaló Egyesített Flotta (Rengó Kantai) főparancsnoka a második világháborúban. Iskoláit Japánban és az Amerikai Egyesült Államokban végezte.
Jamamoto számos fontos tisztséget töltött be a Japán Császári Haditengerészetben. Rengeteg változtatásba fogott bele, főként a tengerészeti repülés terén. A második világháború első éveiben, haláláig az Egyesített Flotta főparancsnokaként a legfontosabb japán haditengerészeti vezető, annak ellenére is, hogy az egész Japán Császári Haditengerészet élén hivatalosan ekkor nem ő, hanem Nagano Oszami (1880 – 1947) tengernagy állt. Jamamoto olyan csatákban irányította a japán haderőket, mint a Pearl Harbor-i vagy a midwayi. Egy ellenőrző körút során halt meg a Salamon-szigetek felett, amikor az amerikaiak lelőtték repülőgépét. Halála hatalmas csapás volt a japán katonai morálra a világháború során.

## Életrajz
Jamamoto Iszoroku Nagaokában született Takano Iszoroku néven, apja Takano Teikicsi volt (más források szerint Takano Szadajosi), a tartomány egyik szamurája. Korán árvaságra jutott, 1916-ban a szintén szamuráj Jamamoto-család fogadta örökbe, és az ő családnevüket vette föl.
17 évesen beiratkozott a Tengerészeti Akadémiára, 1905-ben fejezte be tanulmányait.
Részt vett a csuzimai csatában. Főhadnagyi rangot kapott. 1907-ben Torpedóiskola tanfolyamára járt. 1914-ben a Tengerészeti Főiskolán tanult. 1916-ban a 2. tengeri flotta vezérkaránál szolgált, majd a hadügyi iroda II. osztályán dolgozott.
1919-ben Amerikában, a Harvardon tanult két évig, majd visszatért Japánba. 1925-től 1927-ig haditengerészeti attasé volt az Amerikai Egyesült Államokban. 1928-ban az Iszuzu könnyűcirkáló kapitányaként szolgált. 1928. december 10. és 1929. november 1. között Jamamoto az Akagi repülőgép-hordozó kapitányaként szolgált. 1929-ben részt vett a londoni tengerészeti konferencián. 1930-ban ellentengernaggyá léptették elő.
1934-ben részt vett a londoni leszerelési konferencián, ahol igyekezett elérni, hogy Japánnak ugyanakkora flottája legyen, mint a gazdaságilag sokkal erősebb Nagy-Britanniának és az Amerikai Egyesült Államoknak.
1936-ban a haditengerészeti miniszter helyettese és a légügyi törzs főnöke volt.
Többször szót emelt a japán–német szövetség ellen. Felismerte, hogy egy eljövendő, elhúzódó háborúban országának nincs esélye az USA ellen, így egyetlen lehetőségnek azt látta, ha a háború elején egy gyors, megsemmisítő csapással kikapcsolják a harcból az amerikai flotta főerőit, majd egy villámháborúval még azelőtt békére kényszerítik Washingtont, mielőtt az óriási amerikai ipari erőfölény egy Japán számára megnyerhetetlen anyagháborúvá változtatná a konfliktust. Embereit intenzív gyakorlatokra kötelezte. Új hajók készítését támogatta, különösen a repülőgép-hordozók építését, amelyekről úgy gondolta, hogy fontos szerepet fognak játszani egy háborúban.
1939 őszén kinevezték az összes japán hadihajót magában foglaló Egyesített Flotta főparancsnokává, így a Japán Császári Haditengerészet második számú vezetője lett Nagano Oszami tengernagy, a haditengerészeti vezérkar főnöke után. 1941-ben tengernaggyá léptették elő.
Ő tervezte az 1940. november 11–12-i, tarantói olasz flottabázisra mért brit repülőgép-hordozós légicsapás mintájára a Pearl Harbor elleni támadást, sőt oly mértékben sürgette is azt, hogy lemondással fenyegetett, ha a japán hadvezetés nem engedélyezné. A Csendes-óceánon vezetett hadműveleteket.
A Japán számára katasztrofális vereséggel zárult midwayi csata elveszítéséért döntő felelősség terhelte, ugyanis elsősorban Jamamoto a hadviselés bevett taktikai alapelveit figyelmen kívül hagyó, elhibázott és túl bonyolult haditerve tette lehetővé az amerikai győzelmet az elsöprő japán erőfölény ellenében. A midwayi csata volt a csendes-óceáni háború fordulópontja, az ott elveszített 4 db nagy japán repülőgép-hordozó elvesztése, Japán korlátozott kapacitású hajógyártó ipara miatt gyakorlatilag pótolhatatlannak bizonyult.
1943 áprilisában az amerikaiak egy dekódolt távirat nyomán tudomást szereztek egyik utazásáról. Nagy hatósugaruk miatt P–38G Lightning típusú vadászgépeket jelöltek ki a „Bosszú” hadművelet végrehajtására, az admirális lelövésére. Április 18-án a Guadalcanal Henderson Field nevű repülőteréről felszálló 16 db Lightning Bougainville szigetének közelében észlelte a hat Zero vadászgéptől védett japán köteléket. Rövid tűzharcban Jamamoto G4M Betty típusú szállító gépét több végzetes találat érte, majd a gép Bougainville dzsungelébe zuhant, és a személyzettel együtt mindenki életét vesztette. A japán egységek másnap fedezték fel a holttestét Hamaszuna Cujosi hadnagy vezetése alatt. A boncolás megállapította, hogy Jamamoto nem a becsapódáskor, hanem már jóval azelőtt meghalt az amerikai gépágyúk golyóinak következtében.

## Képgaléria

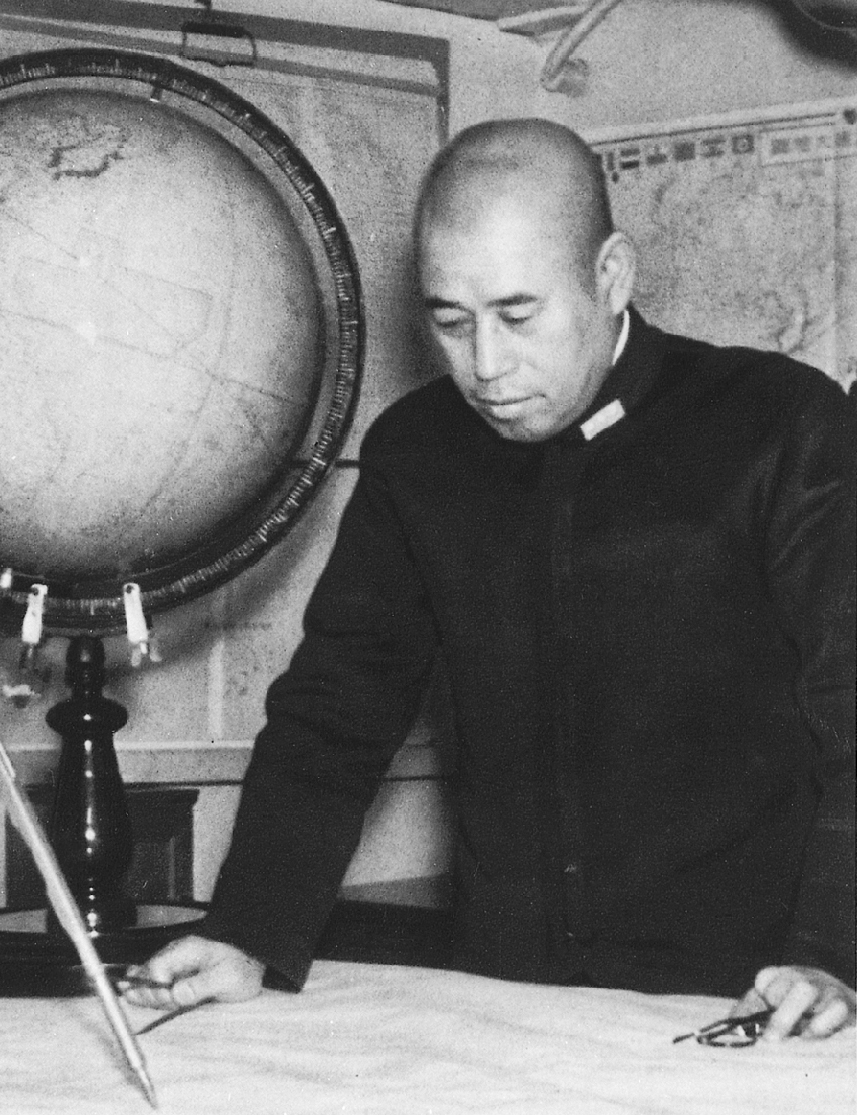
Jamamoto Iszoroku főparancsnok az 1940-es évek elején
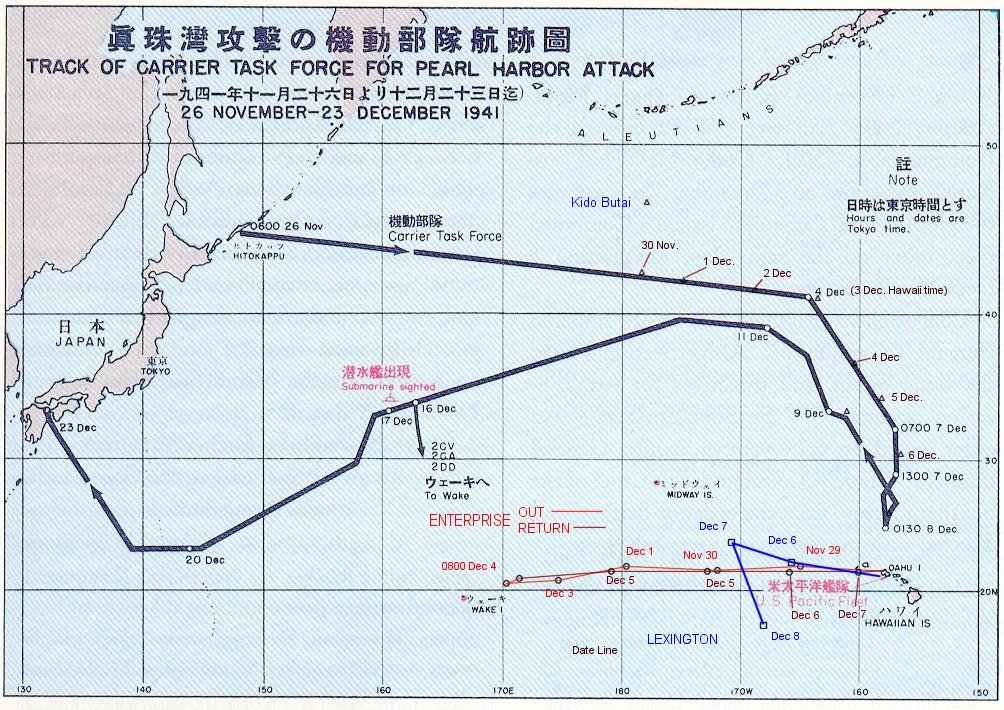
A japán flotta útvonala Pearl Harborig és vissza
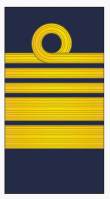
Jamamoto rangjelzése
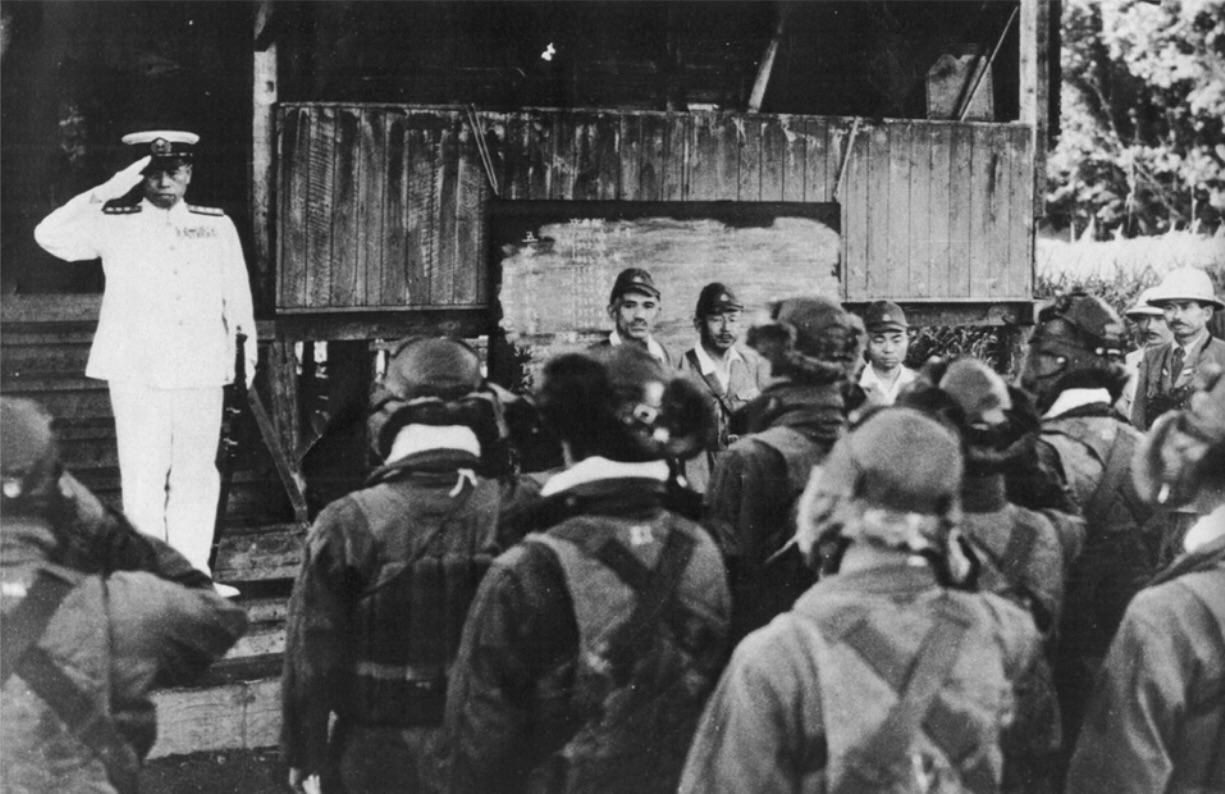
Tisztelgés a japán haditengerészeti pilótáknak. Az utolsó fénykép a japán főparancsnokról. Röviddel ezután az admirális repülőgépét az amerikaiak lelőtték (1943. április 18.)
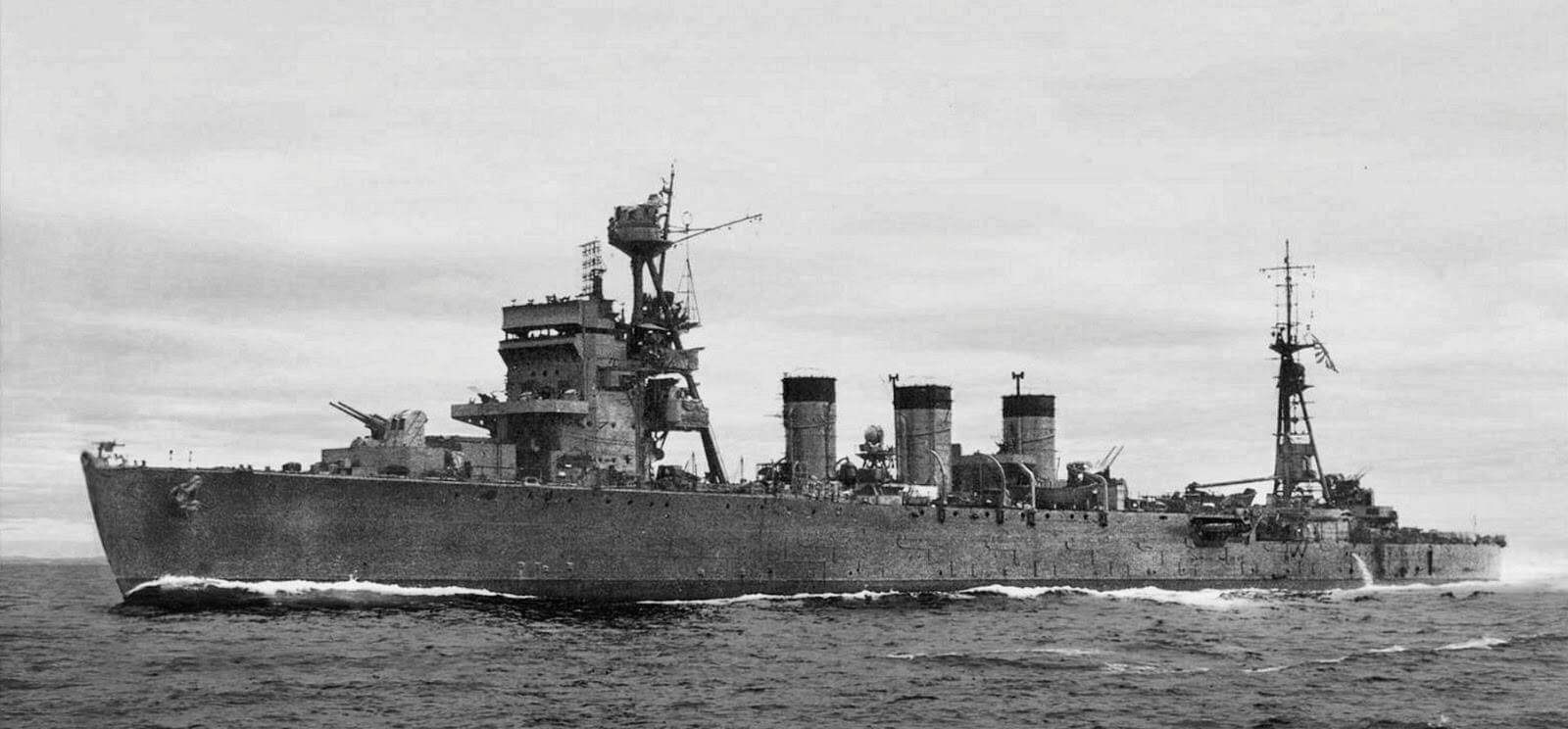
Az 5600 tonnás Nagara osztályú Iszuzu könnyűcirkáló 1944-ben. 1928-ban Jamamoto volt a hajó kapitánya.
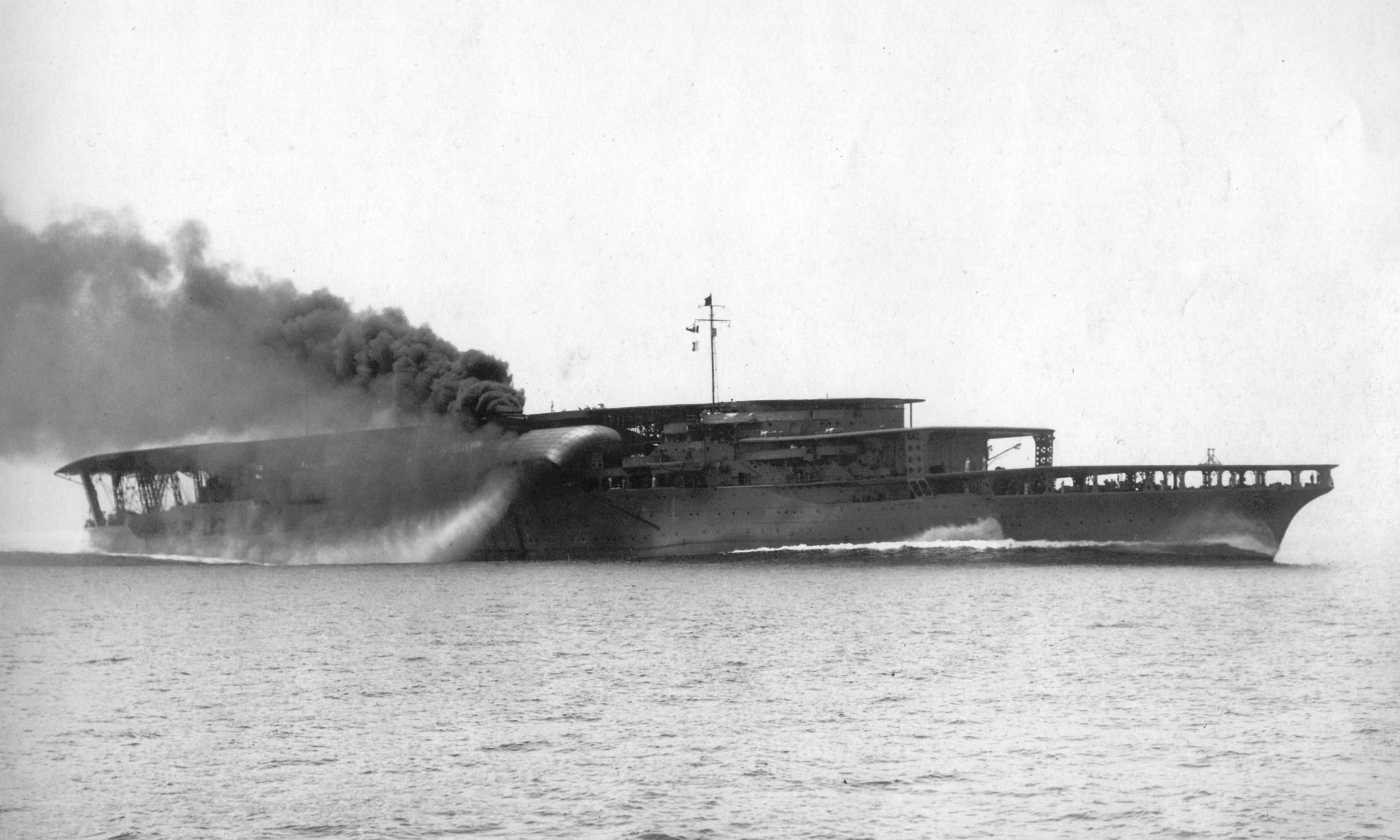
Az Akagi japán repülőgép-hordozó, 1928-1929-ben Jamamoto volt a kapitánya.